# Oddvar Rønnestad
Oddvar Mathias Rønnestad (Kongsberg, 4 novembre 1935 – Kongsberg, 21 marzo 2014) è stato uno sciatore alpino norvegese.

## Biografia
Sciatore polivalente, Oddvar Rønnestad ottenne una borsa di studio per meriti sportivi presso l'Università di Denver e debuttò in campo internazionale in occasione dei Nor Am Championships 1959 (Squaw Valley, 21-23 febbraio), dove si classificò 14º nello slalom gigante e 6º nello slalom speciale; agli VIII Giochi olimpici invernali di Squaw Valley 1960 (19-27 febbraio), sua unica presenza olimpica e iridata, fu l'unico rappresentante della Norvegia nello sci alpino e si piazzò 20º nella discesa libera, 51º nello slalom gigante e 14º nello slalom speciale. Disputò le sue ultima gare internazionali al trofeo Holmenkollen-Kandahar 1962 (Holmenkollen, 2-4 marzo, mentre in campo nazionale fu attivo fino ai Campionati norvegesi 1963 (Oppdal, 1-3 marzo), dove vinse la medaglia di bronzo nello slalom gigante.

## Palmarès

### Campionati norvegesi
- 8 medaglie:
  - 1 oro (discesa libera nel 1962)[1][4]
  - 4 argenti (slalom speciale nel 1960; discesa libera, slalom gigante nel 1961; combinata nel 1962)[senza fonte]
  - 3 bronzi (combinata nel 1960; slalom gigante nel 1962; slalom gigante nel 1963)[senza fonte]

### Campionati statunitensi
- 3 podi (dati parziali)[5]:
  - 2 vittorie (discesa libera, combinata nel 1960)
  - 1 terzo posto (slalom speciale nel 1960)